# بنجامین شوماخر
 بنجامین شوماخر (انگلیسی: Benjamin Schumacher؛ زاده ) یک فیزیک‌دان نظری است که در شاخه نظریه اطلاعات کوانتومی فعالیت می کند.